# Florin Zalomir
Gelu Florin Zalomir, connu sous son nom d'usage Florin Zalomir, né le 1er avril 1981 à Iași et mort le 3 octobre 2022, est un escrimeur roumain pratiquant le sabre.

## Palmarès
- Jeux olympiques
  -  Médaille d'argent par équipes aux Jeux olympiques d'été de 2012 à Londres

- Championnats du monde
  -  Médaille de bronze par équipes aux championnats du monde 2001 à Nîmes
  -  Médaille d'or par équipes aux championnats du monde 2009 à Antalya
  -  Médaille de bronze par équipes aux championnats du monde 2010 à Paris

- Championnats d'Europe
  -  Médaille d'or par équipes aux championnats d'Europe 2006 à Izmir
  -  Médaille de bronze en individuel aux championnats d'Europe 2006 à Izmir
  -  Médaille d'argent par équipes aux championnats d'Europe 2009 à Plovdiv